# بيلي هاميلتون
ويليام «بيلي» روبرت هاميلتون (بالإنجليزية: Billy Hamilton)‏ ، من مواليد 9 مايو 1957 في بانغور ، لاعب كرة قدم إيرلندي شمالي سابق.
لعب مع منتخب إيرلندا الشمالية لكرة القدم.

## روابط خارجية
- بيلي هاميلتون على موقع الاتحاد الدولي (مؤرشف)  (الإنجليزية)
- بيلي هاميلتون على موقع الاتحاد الأوربي (الإنجليزية)
- بيلي هاميلتون على موقع قاعدة بيانات كرة القدم.إي يو (الإنجليزية)
- بيلي هاميلتون على موقع ناشيونال فوتبول تيمز (الإنجليزية)
- بيلي هاميلتون على موقع عالم كرة القدم.نت (الإنجليزية)
- بيلي هاميلتون على موقع كووورة